# Hans Klotz
Hans Klotz (* 25. Oktober 1900 in Offenbach am Main; † 11. Mai 1987 in Köln) war ein deutscher Kirchenmusiker und Orgelforscher.

## Leben

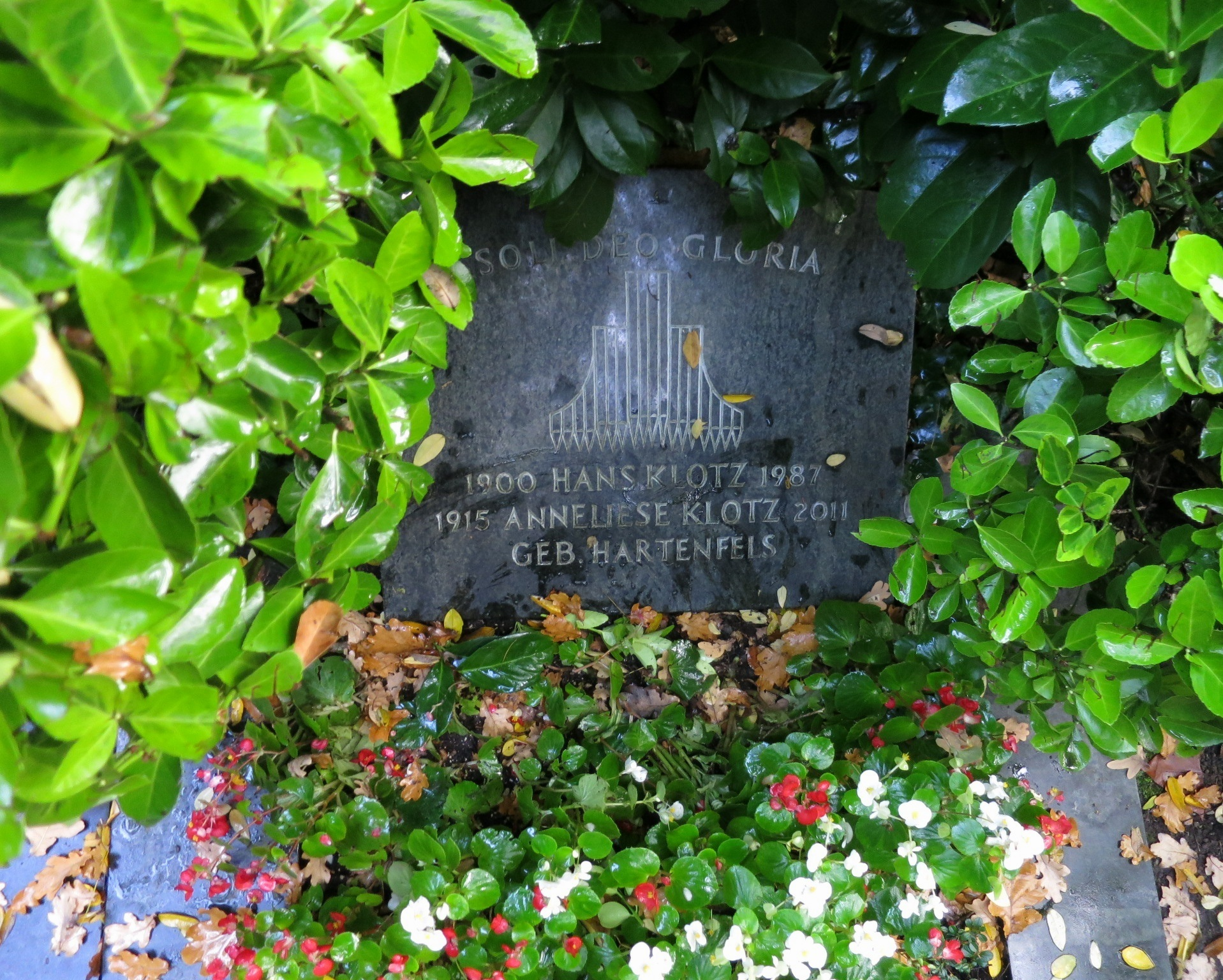
Hans Klotz’ Grab auf Melaten-Friedhof

Nach dem Abitur 1919 am humanistischen Gymnasium in Frankfurt am Main studierte er Kirchenmusik am Hoch’schen Konservatorium und Musikwissenschaft, Philosophie und Pädagogik an der Universität Frankfurt. Nach Studienaufenthalten bei Charles-Marie Widor in Paris wurde er 1929 promoviert. Er war Kirchenmusiker in Frankfurt am Main, an der Christuskirche und der Annakirche in Aachen, wo er 1929–1939 auch den Aachener Bachverein leitete, sowie in Flensburg. Im Jahr 1954 wurde er Professor und Leiter des Instituts für Kirchenmusik an der Kölner Musikhochschule bis zu seiner Emeritierung 1966.
Sein Buch von der Orgel erlebte zwischen 1938 und 2012 insgesamt 14 Auflagen. Zu seinen Schülern gehörten unter anderem Martin Weyer und Elisabeth Wangelin-Buschmann.
Seine Grabstätte befindet sich auf dem Kölner Friedhof Melaten (Flur 16 (A)).

## Schriften
- Das Buch von der Orgel. 14. Auflage. Bärenreiter, Kassel 2012, ISBN 978-3-7618-0826-9.
- Über die Orgelkunst der Gotik, der Renaissance und des Barock. Musik, Disposition, Mixturen, Mensuren, Registrierung, Gebrauch der Klaviere. 3. Auflage. Bärenreiter, Kassel 1986, ISBN 978-3-7618-0170-3.
- Studien zu Bachs Registrierkunst. Breitkopf und Härtel, Wiesbaden 1985, ISBN 978-3-7651-0206-6.
- Die Ornamentik der Klavier- und Orgelwerke von Johann Sebastian Bach. Bärenreiter, Kassel 1984, ISBN 978-3-7618-0708-8.
- Streifzüge durch die Bachsche Orgelwelt. Breitkopf und Härtel, Wiesbaden 1981, ISBN 978-3-7651-0181-6.
- Pro organo pleno. Breitkopf und Härtel, Wiesbaden 1978, ISBN 978-3-7651-0157-1.
- diverse Orgelnotenausgaben nach den Leipziger Handschriften Johann Sebastian Bachs[1]